# Die Fremdenstadt im Süden
Die Fremdenstadt im Süden ist der Titel einer 1925 entstandenen satirischen Erzählung Hermann Hesses über den Tourismus in norditalienischen romantischen Städtchen, in denen die Fremden ihre standardisierten Wunschbilder vom „echten, ursprünglichen Süden“ wiederzufinden glauben.

## Inhalt
Die Ferienwünsche des Großstädters
Hesses Erzählung beginnt mit einer ironischen Bewertung des Tourismusbetriebs: „Diese Stadt ist eine der witzigsten und einträglichsten Unternehmungen modernen Geistes.“ Man habe hier „in idealer Vollkommenheit alle Ferien- und Naturwünsche jeder durchschnittlichen Großstädterseele“ verwirklicht. Da der Ferienreisende aus einer Metropole für Natur, Idylle, Friede und Schönheit schwärme, sie aber nicht ertragen könne, habe man für ihn unter dem Etikett „Echtheit“ einen Naturersatz aufgebaut: eine gefahrlose, hygienische, denaturierte Natur. So könne der wohlhabende Großstädter im Frühling und im Herbst in den echten Süden mit Palmen, blauen Seen und malerischen Städtchen, umgeben von gebändigter Natur, reisen und dort hygienisch und sauber wohnen und eine kultivierte gesellige Stadtatmosphäre mit Kunst und Musik erleben.
Die Idealstadt am See
In seiner Schilderung der Fremdenstadt sammelt der Erzähler die Klischeebilder bzw. die Denkschemata der Gäste von einer südlichen Idealstadt, die es in Varianten dutzendfach gebe: See mit von Bäumen flankierter Promenade, malerische Ruderboote am Kai, italienische Seeleute mit Südländeraugen und dünnen Zigaretten, die sich in jeder anderen Sprache verständigen können, eine parallel zum Uferweg verlaufende Uferstraße mit einem Gürtel von vierstöckigen Hotelgebäuden, der Fremdenstadt. Dahinter liegt der echte italienische Süden mit engen Gassen und Plätzchen für den Gemüse-, Fleisch- und Fischmarkt, Marktschreier, barfüßige, mit Konservendosen Fußball spielende Kinder, laute Mütter mit fliegenden Haaren, Schusterwerkstätte am Straßenrand, aus offenen Ladentüren herausschauende hemdsärmelige, joviale Händler, „alles echt und sehr bunt und originell“ wie im ersten Akt einer Oper. Der Fremde bestaunt die fremde Volksseele, fotografiert, kauft Ansichtskarten und versucht Italienisch zu sprechen.
Ausflüge in die Ersatz-Natur
Hinter der Stadt liegt das Land mit Feldern und einer wilden ungeschliffenen Natur, so wie sie immer war. Doch die Fremden sehen alles nur verstaubt aus ihren vorbeifahrenden Autos heraus und kehren von ihren kurzen Exkursionen zurück in die Stadt. Hier kutschieren sie über frisch gespritzte Asphaltstraßen zum Parkhotel mit dem aufmerksamen Direktor und dem wohlerzogenen Personal. Die Gäste promenieren an Antiquitätenläden vorbei, fahren mit niedlichen Dampferchen über den See, treffen in den eleganten Cafés Bekannte aus Frankfurt, beobachten berühmte Dichter und beliebte Schauspielerinnen beim Pressegespräch, lesen heimische Zeitschriften, telefonieren mit Verwandten in der Heimat, lauschen einem italienischen Tenor im Kursaal, schlendern zurück ins Hotel an blühenden Gewächsen, Kamelien in Kübeln und hohen Palmen vorbei, „alles echt.“ Am nächsten Morgen nimmt man an einer Gesellschaftsfahrt nach –aggio teil und sollte man aus Versehen nach –iggio oder –ino gelangen, wird man dort die gleiche Idealstadt antreffen mit all dem, „was so zum Leben des Städters gehört, wenn er es gut haben will.“

## Biographische Bezüge
Nach Bernhard Zeller sind alle Werke Hesses „Fragmente eines großen Selbstporträts“. Und so kann man auch in der Satire über die „Fremdenstadt“ autobiographische Bezüge entdecken:
Die parabelhafte Erzählung entstand in Hesses Zeit in Montagnola bei Locarno, wo er seit 1919 lebte. Vorbild der Fremdenstadt ist vermutlich Lugano. Bereits in seiner Bodensee-Zeit zog sich Hesse von der Stadtgesellschaft zurück: Mit seiner ersten Frau Maria lebte der Autor von 1904 bis 1912 im Sinne seiner Lebensreform im damals sehr abgelegenen Dörfchen Gaienhofen. In den ersten drei Jahren mieteten sie ein einfaches Bauernhaus ohne fließendes Wasser und Strom. Im April 1907 hielt Hesse sich als Gast in der Lebensreform-Kolonie auf dem Monte Verità bei Ascona auf und befreundete sich mit dem Aussteiger und Mitgründer der „vegetabilen Cooperative“ Gusto Gräser.
Nach Michels zeigt die Erzählung Hesses Zeit- und Zivilisationskritik, im Besonderen die Perversion des Massentourismus und die Zerstörung der letzten noch ursprünglichen Reservate zu einer sterilen „Natur“ für das Geschäft mit dem Fremdenverkehr, „die in ihrer vollen Schärfe allerdings weniger in der Gegenwelt der Dichtungen als in Tausenden von Briefen und Buchbesprechungen und in über hundert Betrachtungen zum Ausdruck“ komme.

## Adaption
- Lesung von Siemen Rühaak youtube[7]